# Slaget ved Gettysburg, anden dag
Hovedartikel : Slaget ved Gettysburg
Under den Anden dag af slaget ved Gettysburg, den 2. juli 1863 forsøgte den konfødererede general Robert E. Lee at drage fordel af sin succes den foregående dag. Han sendte Army of Northern Virginia ud i en række angreb på flankerne af Unionens Army of the Potomac, der blev ledet af generalmajor George G. Meade.
Efter en længere forsinkelse under samlingen af styrkerne og for at undgå at de blev opdaget på vej til deres startpositioner, angreb generalløjtnant James Longstreet med sit 1. korps mod Unionens venstre flanke. Hans division under generalmajor John Bell Hood angreb Little Round Top og Devil's Den. Til venstre for Hood angreb generalmajor Lafayette McLaws Wheatfield og Peach Orchard. Selv om ingen af angrebene lykkedes, blev Unionens 3. korps i realiteten udslettet som en kampenhed, da den forsøgte at forsvare et frontfremspring over en alt for bred front. General Meade skyndte sig at sende forstærkninger på 20.000 mand fra andre dele af fronten til dette sted for at modstå de voldsomme angreb. Angrebene i denne sektor afsluttedes med et mislykket angreb af generalmajor Richard H. Andersons division fra 3. korps mod Unionens centrum på Cemetery Ridge.
Om aftenen lod chefen for 2. korps, generalløjtnant Richard S. Ewell, et skinangreb mod Unionens højre flanke udvikle sig til et storangreb mod Culp's Hill og det østlige af Cemetery Hill, men begge angreb blev slået tilbage.
Unionshæren havde indtaget stærke defensive stillinger, og Meade håndterede sine styrker godt, hvilket resulterede i store tab på begge sider, men uden at fronterne for alvor blev flyttet. Lees håb om at knuse Army of the Potomac på hjemmebane blev slukket, men han begyndte ufortrødent at lægge planer for kampen den 3. dag.
Denne artikel indeholder detaljer om mange angreb på Unionens venstre flanke (Devil's Den, Wheatfield, og Peach Orchard) og (Cemetery Ridge), men der er selvstændige artikler om andre større sammenstød i det store slag på 2. dagen:
- Little Round Top
- Culp's Hill
- Cemetery Hill

## Lees plan og bevægelser inden slaget
Om morgenen den 2. juli var seks ud af de syv korps i Army of the Potomac ankommet til slagmarken. 1. korps under generalmajor John Newton, som erstattede Abner Doubleday og 11. korps under generalmajor Oliver O. Howard) havde kæmpet hårdt på 1. dagen, og om aftenen fik de følgeskab af 12. korps under generalmajor Henry W. Slocum, 3. korps under generalmajor Daniel E. Sickles og 2. korps under generalmajor Winfield S. Hancock. Om morgenen ankom desuden 5. korps under generalmajor George Sykes). 6. korps under generalmajor John Sedgwick var stadig 50 km borte i Manchester (Maryland), Manchester om morgenen.
De tog opstilling langs en front, der mindede om en fiskekrog i form og var 5 km lang fra Culp's Hill, rundt om Cemetery Hill, og ned langs Cemetery Ridge.
Army of Northern Virginias front var nogenlunde parallel med Unionens på Seminary Ridge og i en bue mod nordvest, nord og nordøst for byen Gettysburg. Hele 2. korps under generalløjtnant Richard S. Ewell og 3. korps under generalløjtnant A.P. Hill var tilstede og 1. k
orps under generalløjtnant James Longstreet) var ved at ankomme fra Cashtown; kun Longstreets division under George E. Pickett deltog ikke i slaget den 2. juli.
Robert E. Lee havde flere valgmuligheder at overveje som sit næste træk. Hans ordre den foregående aften om, at Ewell skulle besætte Culp's Hill eller Cemetery Hill, hvis det lod sig gøre, var ikke blevet gennemført, og Unionen lå nu i stærke stillinger med korte indre linjer. Hans vigtigste underordnede Longstreet talte for en strategisk forlægning – hæren skulle forlade sin nuværende stilling og trænge rundt om Unionens venstre flanke og sætte sig på Meades kommunikationslinjer og dermed invitere Meade til at angribe i et for de konfødererede mere fordelagtigt terræn. Longstreet gjorde gældende, at dette var hele ideen i Gettysburg kampagnen: at bevæge sig strategisk ind på fjendens område, men kun udkæmpe forsvarsslag. Lee afviste dette argument, fordi han var bekymret for moralen blandt sine soldater, hvis de skulle opgive de områder, som de havde kæmpet så hårdt for dagen før. Han ville beholde initiativet og havde stor tiltro til, at hans hær kunne klare enhver opgave, en holdning der blev understøttet af de spektakulære sejre den foregående dag og i Slaget ved Chancellorsville. Han var derfor indstillet på at angribe den 2. juli.
Lee ønskede at tage højderne syd for Gettysburg, især Cemetery Hill, som dominerede byen, Unionens forsyningslinjer og vejen til Washington, D.C., og han troede på, at et angreb op langs Emmtitsburg Read var den bedste måde at nå målet på. Han ville have et angreb tidligt om morgenen fra Longstreets Korps med støtte fra Ewell, som skulle flytte sit korps fra sin nuværende stilling nord for byen og slutte sig til Longstreet. Ewell protesterede mod dette arrangement og hævdede, at hans mænd ville blive demoraliserede over at skulle opgive det område, som de havde erobret. Også Longstreet protesterede. Hans division under John Bell Hood var endnu ikke fuldt ud ankommet, og Picketts division var slet ikke ankommet endnu.  Lee lavede et kompromis med sine underordnede. Ewell skulle forblive, hvor han var og gennemføre en demonstration (et mindre afledningsangreb) mod Culp's Hill og derved fastholde Unionens forsvarere, så de ikke kunne forstærke deres venstre fløj, hvor Longstreet skulle iværksætte det primære angreb, så snart han var klar. Ewells demonstration skulle udvikle sig til et rigtigt angreb, hvis muligheden bød sig.
Lee beordrede Longstreet til at iværksætte et overraskelsesangreb med to divisioner hen over og langs med Emmitsburg Road. Hoods division skulle rykke op på østsiden af vejen, mens Lafayette McLaws' skulle følge den vestlige side. Målet var at ramme unionshæren skævt og rulle dens venstre flanke op, hvilket ville få Unionens linje til at faldet sammen og muliggøre erobring af Cemetery Hill. Richard H. Andersons division fra 3. Korps skulle slutte sig til angrebet mod centrum af Unionens linje på Cemetery Ridge på et passende tidspunkt. Denne plan byggede på fejlagtige informationer på grund af fraværet af J.E.B. Stuart og hans kavaleri, hvilket efterlod Lee med en ufuldstændig indsigt i hvor fjenden stod. Han troede, at fjendens venstre flanke var på Cemetery Hill, og en spejderoperation tidligt om morgenen lod til at bekræfte dette.  Han havde imidlertid ikke taget højde for general Sickles initiativ.

### Sickles omflytning
Da Sickles ankom med sit 3. korps, gav general Meade ham ordre til at tage stilling på Cemetery Ridge, så han havde forbindelse med 2. korps på sin højre flanke og forankret på venstre til Little Round Top. Det gjorde Sickles, men efter middag blev han bekymret over at se et lidt højere terræn omkring en kilometer foran sin front, en ferskenlund – peach orchard – der ejedes af Sherfy familien. Han huskede utvivlsomt det totale sammenbrud ved Chancellorsville, hvor det højereliggende område "Hazel Grove", som han blev tvunget til at opgive, viste sig at blive en dødsensfarlig platform for artilleri mod ham. Uden tilladelse fra Meade flyttede Sickles sit korps frem for at besætte Peach Orchard. Det havde to væsentlige negative konsekvenser. Han stilling var nu et frontfremspring, som kunne angribes fra flere sider, og han måtte besætte en linje, der var meget længere, end hans to divisioner kunne forsvare. Meade blev rasende over denne ulydighed, men det var for sent at gøre noget ved det. Det konfødererede angreb var umiddelbart forestående.

### Longstreet forsinkes
Longstreets angreb var imidlertid forsinket, fordi han først måtte vente på, at den sidste brigade (Evander M. Law fra Hoods division) skulle angribe, og dernæst var han tvunget til at marchere ad en lang, snirklet rute, som ikke kunne ses af Unionens observatører på Little Round Top. Klokken var 16, inden hans to divisioner nåede deres startlinjer, og da blev han og hans generaler forbløffede over at se 3. korps placeret direkte foran dem på Emmitsburg Road. Hood hævdede over for Longstreet, at denne nye situation krævede en ændret taktik. Han ønskede at svinge rundt nedenfor og bag Round Top og ramme Unionshæren bagfra. Longstreet afviste imidlertid at overveje en ændring af Lees ordre.
Delvis på grund af Sickles uventede placering forløb Longstreets angreb ikke, som Lee havde planlagt det. I stedet for at dreje til venstre og deltage i et samtidigt 2-divisioners angreb på begge sider af Emmitsburg Road angreb Hoods division i en mere østlig retning end planlagt, og McLaws' og Andersons divisioner tog opstilling i en forskudt formation og havde også en mere østlig retning end den planlagte nordøstlige.

## Hoods angreb
Longstreets angreb blev indledt med 30 minutters artilleribeskydning fra 36 kanoner, som især gik ud over Unionens tropper i Peach Orchard og tropper og batterier på Houck's Ridge. Generalmajor John Bell Hoods division foldede sig ud i skoven Biesecker's Woods på Warfield Ridge (den sydlige forlængelse af Seminary Ridge) i to linjer med to brigader hver: foran til venstre brigadegeneral Jerome Bonaparte Robertsons Texas brigade (Hoods gamle enhed); foran til højre brigadegeneral Evander M. Law; bagved til venstre brigadegeneral George T. Anderson; og bagved til højre brigadegeneral Henry L. Benning.
Kl. 16.30 stod Hood op i sine stigbøjler foran Texas brigaden og råbte "Påsæt bajonetter mine brave texanere! Fremad og tag de højder!" Det er uklart, hvilke højder han refererede til. Han havde ordre om at krydse Emmitsburg Road, dreje til venstre og rykke nordpå med sin venstre fløj langs vejen. Denne tvetydighed blev et alvorligt problem, da Hood nogle minutter senere blev slået i jorden af en granateksplosion over ham, som kvæstede hans venstre arm alvorligt og satte ham ud af spillet i resten af kampen. Hans division fortsatte mod øst, men var ikke længere under nogen central kontrol.
Der er fire sandsynlige forklaringer på afvigelsen i divisionens retning. For det første kom der uventet regimenter fra 3. korps i Devil's Den området, og de truede Hoods højre flanke, hvis der ikke blev gjort noget ved dem. For det andet betød beskydning fra 2. skarpskytteregiment ved Slyders farm, at opmærksomheden i de forreste enheder i Laws brigade blev tiltrukket hertil, og de forfulgte dem og trak hans brigade mod højre. For det tredje var terrænet ujævnt, og enheder mistede helt naturligt den sammenhæng, de havde på paradepladsen. Endelig for det fjerde var Hoods øverste underordnede, general Law, ikke klar over, at han nu havde den overordnede kommando over divisionen, så kan kunne ikke udøve den fornødne kontrol.
De to forreste delte fremrykningen i to retninger, selv om det ikke foregik med brigaderne som skillelinje. 1. Texas og 3. Arkansas fra Robertsons briade og 44. og 48. Alabama fra Laws brigade tog retning mod Devil's Den, mens Law dirigerede de resterende fem regimenter mod Round Top.

### Devil's Den
Devil's Den (Djævelens hule) lå yderst på 3. Korps linje og var bemandet med brigadegeneral J. H. Hobart Wards store brigade med seks regimenter og kompagnier skarpskytter, 2.200 mand i alt, som var en del af generalmajor David B. Birneys division. De var i den sydlige ende af Houck's Ridge, en beskeden stigning på den nordvestlige side af floddalen Plum Run Valley, som var kendetegnet af store dynger af klippeblokke. Disse klippeblokke var ikke den direkte adgangsvej for de konfødererede. 3. Arkansas og 1. Texas rykkede frem gennem Rose Woods og ramte Wards linje frontalt. Hans tropper havde hverken haft tid eller tilskyndelse til at bygge brystværn, og i over en time deltog begge sider i en stående kamp af usædvanlig voldsomhed. I de første 30 minutter mistede 20. Indiana halvdelen af sine mænd. Dets oberst blev dræbt og oberstløjtnanten såret. 86. New York mistede sin chef. Lederen af 3. Arkansas blev såret, én af de 182, som udgjorde tabstallet i hans enhed. 
I mellemtiden pressede de to regimenter fra Laws brigade, som var blevet adskilt fra kolonnen, der rykkede mod Round Top op gennem Plum Run Valley og truede med at oprulle Wards flanke. Deres mål var 4. Maine og 124. New York, som forsvarede det 4. uafhængige artilleribatteri fra New York, som var under ledelse af kaptajn James Smith, og hvis kanoner bragte betydelig uorden i Laws brigades fremrykning. Presset blev så stort, at Ward måtte tilkalde 99. Pennsylvania fra sin fjerne højrefløj for at forstærke sin venstre. Lederen af 124. New York oberst Augustus Van Horne Ellis, og hans major, James Cromwell, besluttede at gå til modangreb. De steg på deres heste trods protester fra soldater, som tilskyndede dem til at føre kommandoen i større sikkerhed til fods. Major Cromwell sagde: "Mændene må kunne se os i dag." De førte angrebet mod vest ned af skråningen af Houck's Ridge gennem en trekantet mark, som var omkredset af et lavt stendige og sendte 1. Texas 200 meter tilbage; men både oberst Ellis og major Cromwell faldt, da texanerne affyrede en samtidig salve, og newyorkerne trak sig tilbage til deres udgangspunkt med blot 100 overlevende ud af de 283 som de havde været fra starten. Da der kom forstærkninger fra 99. Pennsylvania, generobrede Wards brigade toppen.
Den anden bølge i Hoods angreb bestod af brigaderne under Henry Benning og George "Tige" Anderson. De opdagede et hul i Birneys divisions linje. Til højre for Ward var der et betydeligt hul. Andersons linje stødte ind i Trobriand og hullet ved den sydlige kant af hvedemarken – Wheatfield. Trobriand skrev, at de konfødererede "tog retning mod mig som en lavine, men vi dyngede døde og sårede mænd op foran vores front". Unionens forsvar var voldsomt, og Andersons brigade trak sig tilbage. Dens leder var såret i benet og blev såret ført fra slaget.
To af Bennings konfødererede regimenter, 2. og 17. Georgia, rykkede ned gennem Plum Run Valley og rundt om Wards flanke. De modtog en morderisk beskydning fra 99. Pennsylvania og Hazletts batteri på Little Round Top, men fortsatte med at rykke frem. Kaptajn Smiths New York batteri var under alvorligt pres fra tre sider, men dets støtteinfanteriregimenter led store tab og kunne ikke beskytte det. Tre 10 punds Parrott riflede gik tabt til 1.Texas, og de blev brugt mod unionstropper den næste dag.
Birney arbejdede hårdt for at finde forstærkninger. Han sendte 40. New York og 6. New Jersey fra Wheatfield ind i Plum Run Valley for at bremse fremrykningen mod Wards flanke. De stødte på Bennings og Laws mænd i det klippefyldte og ujævne terræn, som de overlevende husker som "Slaughter Pen" (slagter indhegningen). Plum Run selv blev kendt som "Bloody Run" og Plum Run dalen som "Valley of Death" (Dødens dal). Da mændene fra det 40. regiment trak sig tilbage under det vedvarende pres, dækkede 6. New Jersey deres tilbagetrækning og mistede en tredjedel af sine mænd ved det.
Presset på Wards brigade blev til sidst for stort, og han måtte beordre en retræte. Hoods division sikrede sig Devil's Den og den sydøstlige del af Houck's Ridge. Kampens centrum skiftede mod nordvest til Rose Woods og Wheatfield, mens fem regimenter under Evander Law angreb Little Round Top mod øst. Bennings mænd tilbragte de næste 22 timer på Devil's Den, hvor de skød over Valley of Death på unionstropper, der var forsamlet på Little Round Top.
Angrebene fra Hoods brigader var klassiske, hårde infanterikampe. Ud af 2.423 unionstropper i kamp blev 821 til tab (138 døde, 548 sårede og 135 savnede). De 5.525 konfødererede havde tab på 1.814 (329 døde, 1.107 sårede og 378savnede).

### Little Round Top
De konfødererede angreb på Little Round Top var nogle af de mest berømte i 3-dages slaget og i Borgerkrigen i det hele taget. Oberst Strong Vincents brigade ankom, lige som de konfødererede nærmede sig, og den leverede et kraftigt forsvar af stillingen på den yderste venstrefløj af unionens linje mod voldsomme angreb op ad de klippefyldte skråninger. 20. Maines forsvar under oberst Joshua L. Chamberlain mod 15. Alabama (under oberst William C. Oates) huskes især, men helte såsom Strong Vincent, Patrick "Paddy" O'Rorke, og Charles E. Hazlett skabte sig også navne, som fortsat huskes.

## McLaws' angreb
Lafayette McLaws opstillede sin division på Warfield Ridge på samme måde som Hood til højre for ham – to linjer med to divisioner i hver. Foran til venstre stod brigaden under brigadegeneral William Barksdale; foran til højre stod brigadegeneral Joseph B. Kershaw; bagved til venstre var det brigadegeneral William T. Wofford; og bagved til højre stod brigadegeneral Paul Jones Semmes.
Lees oprindelige plan gik ud på, at Hood og McLaws skulle angribe samtidigt, men Longstreet holdt McLaws tilbage, mens Hoods angreb skred frem. Omkring kl. 17 så Longstreet, at Hoods division var ved at nå sine grænser, og at fjenden var fuldt optaget. Han beordrede McLaws til at indsætte Kershaws brigade, med Barksdale bagefter på venstre side som indledning på det trappeformede angreb – én brigade efter den anden i rækkefølge, således som det ville ske i resten af eftermiddagens angreb. McLaws har utilfreds med Longstreets direkte håndtering af hans brigader. Disse brigader blev indviklet i nogle af de blodigste kampe i slaget: Wheatfield og Peach Orchard.

### Wheatfield
Området, der er kendt som Wheatfield (hvedemarken), har tre geografiske kendetegn. Den 8 ha stor mark selv, Rose Woods skoven mod vest og en beskeden stigning kaldet Stony Hill også mod vest. Umiddelbart mod øst lå Houck's Ridge og Devil's Den. Kampene her bestod af en række forvirrede angreb og modangreb, som varede to timer, og som involverede 11 brigader, og det gav marken øgenavnet "Bloody Wheatfield."
Den første kamp i Wheatfield var Andersons brigade fra Hoods division, som angreb 17. Maine fra Trobriands brigade, et overlap fra Hoods angreb på Houcks Ridge. Selv om de var under pres, og de omkringliggende regimenter på Stony Hill trak sig tilbage, fastholdt 17. Maine sine stillinger bag en lav stenmur med hjælp fra Winslows batteri, og Anderson faldt tilbage. Trobriand skrev, "Jeg havde aldrig set nogen kæmpe med så stor ihærdighed."
Klokken 17.30, da de første af Kershaws regimenter nærmede sig Roses gård, var Stony Hill blevet forstærket med to brigader fra 1. division i 5. korps under brigadegeneral James Barnes. Det var brigaderne under obersterne William S. Tilton og Jacob B. Sweitzer. Kershaws mænd lagde et stort pres på 17. Maine, men det fortsatte med at holde stand. Uvist af hvilken grund trak Barnes sin svækkede division ca. 275 meter mod nord, uden at rådføre sig med Birneys mænd, til en ny stilling nær Wheatfield Road. Trobriand og 17. Maine måtte følge efter, og de konfødererede erobrede Stony Hill og strømmede ind i Wheatfield. (Barnes' kontroversielle beslutning fik bred kritik efter slaget, og det betød i praksis afslutningen på hans militære karriere.)
Tidligere samme eftermiddag, da tåbeligheden ved Sickles manøvre gik op for Meade, beordrede han Hancock til at sende en division fra 2. korps som forstærkning for 3. korps. Hancock sendte 1. division under brigadegeneral John C. Caldwell fra dens plads som reserve bag Cemetery Ridge. Den ankom omkring kl. 18, og tre brigader under obersterne Samuel K. Zook, Patrick Kelly og Edward E. Cross rykkede frem, den fjerde brigade under oberst John R. Brooke blev holdt i reserve. Zook og Kelly drev de konfødererede væk fra Stony Hill, og Cross ryddede Wheatfield og pressede Kershaws mænd tilbage til kanten af Rose Woods. Både Zook og Cross blev dødeligt sårede, mens de førte deres brigader under disse angreb ligesom den konfødererede Semmes. Da Cross' mænd havde brugt deres ammunition, kaldte Caldwell Brooke frem for at afløse dem. På dette tidspunkt var Unionens stilling i Peach Orchard imidlertid brudt sammen (se næste afsnit), og Woffords angreb fortsatte langs Wheatfield Road, hvor Stony Hill blev erobret, og Unionens styrker i Wheatfield blev ramt i flanken. Brookes brigade i Rose Woods måtte trække sig tilbage i nogen uorden. Sweitzers brigade blev indsat for at forsinke det konfødererede angreb, og det gjorde den effektivt i mand til mand kampe. Wheatfield skiftede igen ejermand.
På dette tidspunkt var der ankommet yderligere unionstropper. 2. division af 5. korps under brigadegeneral Romeyn B. Ayres var kendt som Regular Division, fordi to af dens tre brigader bestod af stående tropper fra hæren, ikke frivillige fra staterne. (Den frivillige brigade var allerede indsat i kampen ved Little Round Top, så det var kun de regulære brigader, der ankom til Wheatfield). Under deres fremrykning gennem Valley of Death var de kommet under kraftig beskydning fra konfødererede skarpskytter i Devil's Den. Da de regulære tropper rykkede frem, sværmede de konfødererede over Stony Hill og gennem Rose Woods og ramte de netop ankomne brigader i flanken. De trak sig i god orden tilbage til den relative sikkerhed ved Little Round Top, trods store tab og forfølgende konfødererede. De to regulære brigader havde tab på 829 ud 2.613 indsatte i kampen.
Dette afsluttende konfødererede angreb gennem Wheatfield fortsatte forbi Houcks Ridge ind i Valley of Death omkring kl. 19.30. Brigaderne under Anderson, Semmes og Kershaw var udmattede efter timers kamp i sommerheden og rykkede mod øst i blandet flok. Woffords brigade fulgte efter på venstre side langs Wheatfield Road. Da de nåede den nordlige kant af Little Round Top, blev de mødt af et modangreb fra 3. division fra 5. korps under brigadegeneral Samuel W. Crawford. Brigaden under William McCandless, herunder et kompagni fra Gettysburg området, førte an i angrebet og drev de udmattede konfødererede tilbage forbi Wheatfield til Stony Hill. Da han indså, at hans tropper var kommet for langt frem og var i en udsat stilling, trak Crawford brigaden tilbage til den østlige kant af Wheatfield.
Den blodige Wheatfield forblev rolig i resten af slaget. Det kostede store tab for de, som kæmpede om den. De konfødererede havde tab på 1.394 og unionen på 3.215 (ikke et typisk forhold mellem angribere og forsvarere). Nogle af de sårede kunne kravle tilbage til Plum Run, men kunne ikke krydse den. Floden blev farvet rød af deres blod. Som majsmarken i Slaget ved Antietam skulle dette lille stykke agerjord huskes af veteraner som et sted af stor betydning i krigens historie.

### Peach Orchard
Mens højre fløj af Kershaws brigade angreb ind i Wheatfield drejede dens venstre fløj mod venstre for at angribe brigadegeneral Charles K. Grahams brigade, der var højre flanke i Birneys linje. 30 kanoner fra 3. korps og artillerireserven forsøgte at fastholde området for Unionen. Tropperne fra South Carolina blev udsat for infanterisalver fra Peach Orchard og kardæsker fra hele linjen. Pludselig råbte nogen en falsk kommando og de angribende regimenter drejede mod højre mod Wheatfield, hvilket udsatte deres venstre flanke for batteriernes beskydning. Kershaw skrev senere: "Hundreder af de modigste og bedste mænd fra Carolina faldt, ofre for denne fatale fejltagelse". 
I mellemtiden angreb de to brigader på McLaws venstre side – Barksdales forrest og Woffords bagved direkte ind i Peach Orchard, det mest fremskudte punkt i Sickles frontfremspring. General Barksdale anførte angrebet til hest med sit lange hår blæsende i vinden, mens han svingede sin sabel. Brigadegeneral Andrew A. Humphreyss division havde kun omkring 1.000 mand til at dække 450 meter front fra Peach Orchard nordpå langs Emmitsburg Road til den vej, som gik fra Abraham Trostles farm. Nogle af tropperne havde stadig front mod syd, i den retning hvor de havde beskudt Kershaws brigade, så de blev ramt i deres sårbare flanke. Barksdales 1.600 mand fra Mississippi drejede til venstre mod flanken af Humphreys division og reducerede deres linje, regiment for regiment. Grahams brigade trak sig tilbage mod Cemetery Ridge; Graham fik to heste skudt væk under sig og blev ramt af en granatsplint og en kugle i overkroppen. Han endte med at blive taget til fange af 21. Mississippi. Woffords mænd tog sig af forsvarerne af Peach orchard.
Da Barnsdales mænd trængte frem mod Sickles hovedkvarter nær Trostles lade, begyndte generalen og hans stab at trække sig tilbage, men i det samme ramte en kanonkugle Sickes i det højre ben. Han blev båret bort på en båre, mens han sad op og røg på en cigar samtidig med, at han forsøgte at opmuntre sine tropper. Samme aften blev hans ben amputeret, og han vendte tilbage til Washington DC. General Birney overtog kommandoen over 3. korps, som i praksis ikke længere var en kampstyrke.
De uophørlige infanteriangreb udsatte unionens artilleribatterier for stor fare i Peach Orchard og på Wheatfield Road, og de blev tvunget til at trække sig tilbage under pres. De 6 Napoleon kanoner i kaptajn John Bigelows 9. Massachusetts batteri, på venstre side af linjen, blev trukket tilbage, mens de affyredes, og man udnyttede på den måde rekylen ved tilbagetrækningen. Da de nåede stuehuset på Trostle farmen fik de besked på at holde stillingen og dække infanteriets tilbagetrækning, men de blev i den sidste ende løbet over ende af tropper fra 21. Mississippi, som erobrede tre af kanonerne.
Humphreys skæbne blev beseglet. da det konfødererede angreb fortsatte, og hans front og højre flanke blev angrebet af Richard H. Andersons division på Cemetery Ridge.

## Andersons angreb
Den resterende del af det konføderede angreb blev udført af generalmajor Richard H. Andersons division fra A.P. Hills 3. Korps, og hans angreb blev sat ind omkring kl. 18 med fem brigader på linje. Det begyndte fra højre med brigadegeneral Cadmus M. Wilcox, efterfulgt af Perrys Brigade (under ledelse af oberst David Lang), brigadegeneral Ambrose R. Wright, brigadegeneral Carnot Posey og brigadegeneral William Mahone.
Wilcox og Langs brigader ramte fronten og den højre flanke af Humphreys' linje og fjernede enhver chance for, at hans division kunne holde sin stilling på Emmitsburg Road og fuldendte hermed 3. korps' kollaps. Humprey udviste et betydeligt mod ved at lede sine mænd fra hesteryg og tvang dem til at fastholde ordenen under tilbagetrækningen. Han skrev til sin kone: "Tyve gange bragte jeg mine folk til standsning og beordrede dem til at dreje rundt ... og tvang dem til at gøre det"
På Cemetery Ridge havde generalerne Meade og Hancock travlt med at finde forstærkninger. Meade havde sendt næsten alle sine til rådighed stående tropper (herunder det meste af 12. korps), som der snart efter ville blive brug for på Culp's Hill) til sin venstre flanke for at imødegå Longstreets angreb, hvilket efterlod centrum i linjen forholdsvis svagt. Der var for lidt infanteri på Cemetery Ridge og kun få kanoner, der var samlet efter fiaskoen i Peach Orchard af oberstløjtnant Freeman McGilvery.
Den lange march fra Seminary Ridge havde bragt uorden i nogle af sydstatsenhederne, og deres ledere gjorde et kort ophold ved Plum Run for at reorganisere dem. Hancock førte brigaden under oberst George L. Willard fra 2. korps ned for at møde Barksdales brigade, da den rykkede frem mod Cemetery Ridge. Willards soldater fra New York drev enheden fra Mississippi tilbage til Emmitsburg Road. Barksdale blev såret i sit venstre knæ og blev derefter ramt af en kanonkugle i foden, og endelig blev han ramt endnu en gang i brystet, hvilket slog ham af hesten. Hans tropper måtte efterlade ham som død på slagmarken, og han døde rent faktisk næste morgen på et af Unionens felthospitaler. Willard døde også, og de konfødererede kanoner drev til gengæld Willards mænd tilbage.
Da Hancock red nordpå på udkig efter yderligere forstærkninger, så han Wilcoxs brigade nærme sig bunden af Cemetery Ridge i retning mod et hul i Unionens linje. Timingen var af afgørende betydning, og Hancock valgte de eneste tropper, der var til rådighed, mændene fra 1. Minnesota i Harrows Brigade fra 2. Division i 2. korps. De var oprindelig blevet placeret som dækning for Thomas' U.S. Battery. Hancock pegede på et konfødereret flag over den fremrykkende linje og råbte til oberst William Colvill, "Ryk frem oberst, og tag det flag!" De 330 soldater fra Minnesota angreb brigaden fra Alabama med påsatte bajonetter, og de fik deres fremrykning til at gå i stå ved Plum Run; men til en forfærdelig høj pris. Inkluderer man deres forsvar mod Pickett's Charge den følgende dag havde de tab på 67,9% (Baseret på ny forskning står det klart, at tallene, selv om de ikke er så høje som ofte angivet som "262 angreb og led tab på 82%", stadig er frygtelig høje). Mændene fra 1. Minnesota huskes som martyrer, fordi de led nogle af de højeste tab i en enkelt kamp, som noget regiment kom ud for under krigen. Overraskende nok lykkedes det for 1. Minnesota trods de overvældende odds at bremse sydstatstroppernes fremrykning, og med støtte fra Willards brigade på deres venstre side blev tropperne fra Alabama tvunget til at trække sig tilbage.
Den tredje konfødererede brigade i rækken, under Ambrose Wright, knuste to regimenter, der var posteret på Emmitsburg Road nord for Codori farmen, erobrede kanonerne fra to batterier og rykkede frem mod et hul i Unionens linje, lige syd for den lille lund (Copse of Trees). En overgang var de eneste tropper på dette sted i linjen general Meade og nogle af hans stabsofficerer. Wrights soldater fra Georgia kan have nået troppen af Cemetery Ridge og være kommet endnu længere. Mange historikere har været skeptiske overfor Wrights påstande i sin rapport efter slaget, som, hvis de er korrekte, ville betyde, at han havde var nået forbi toppen af højdedraget og var nået til enken Leisters hus, inden han blev ramt i benet og slået tilbage af unionsforstærkninger under brigadegeneral George J. Stannards Vermont brigade. Andre mener, at hans beretning var plausibel, fordi han præcist beskrev mængden af unionstropper på Baltimore Pike, som ville have været usynlige for ham, hvis han var blevet stoppet tidligere. Desuden støtter hans samtale med general Lee samme aften hans påstande. Det er muligt, at Lee fik indgydt ubegrundet optimisme af Wright m.h.t. muligheden for, at hans mænd kunne nå Cemetery Ridge den følgende dag i Pickett's Charge.
Wright fortalte Lee, at det var forholdsvis let at komme op på toppen, men at det var vanskeligt at blive der. En vigtig årsag til, at Wright ikke kunne blive der, var, at han var uden støtte. To brigader var på Wrights venstre side og kunne have støttet hans succes. Carnot Poseys brigade trængte langsomt frem og nåede aldrig til Emmitsburg Road, trods protester fra Wright. William Mahones brigade rykkede af uforklarlige årsager slet ikke frem. General Anderson sendte en budbringer med ordre til Mahone om at rykke frem, men det afviste Mahone. En del af skylden for, at Wrights angreb slog fejl, må ligge hos Anderson, som ikke gjorde meget for aktivt at lede sin division i slaget.

## Culp's Hill og Cemetery Hill
Richard Ewells havde fået ordre fra Lee om at demonstrere eller gennemføre et mindre afledningsangreb på Unionens højre flanke. Han startede angrebet kl. 16 med et artilleribombardement fra Benner's Hill, som ikke gjorde meget skade på Unionens linjer, men unionsbatteriernes beskydning af batteriet på Benner's Hill gjorde alvorlig skade på det. Ewells bedste artillerist, den 19-årige Joseph W. Latimer, blev dræbt. Ewell indledte først et traditionelt infanteriangreb efter kl. 19, efter at Andersons angreb på Cemetery Hill havde toppet.
Divisionen under Edward "Allegheny" Johnson angreb den ensomme tilbageværende brigade fra 12. korps under brigadegeneral George S. Greene, som lå bag stærke brystværn på Culp's Hill, og den led store tab. Den kunne kun indtage de dele af unionslinjen, som unionstropperne havde opgivet efter ordre fra general Meade for at forstærke venstre flanke af linjen mod Longstreet.
Omkring kl. 20 angreb to brigader fra Jubal A. Earlys division den østlige del af Cemetery Hill, og de nåede toppen og de mange unionsbatterier, der var placeret her, men unionsforstærkninger ankom til stedet og drev dem væk fra bakken.

## Krigsråd
Slagmarken faldt til ro omkring kl. 22.30 bortset fra skrig og gråd fra de sårede og døende. General Meade telegraferede til Washington:
| Citat                                               | Fjenden angreb mig omkring kl. 16 i dag, og efter et af de alvorligste kampe i krigen blev han slået tilbage på alle punkter. ... Jeg forbliver i mine nuværende stillinger i morgen, men jeg er ikke klar til at svare, før jeg er bedre informeret om hærens tilstand, om mine operationer bliver af offensiv eller defensiv karakter. | Citat |
| George G. Meade, Telegram til Halleck, 2. juli 1863 | |       |

Meade tog sin beslutning sent den aften ved et krigsråd, som omfattede hans øverste stabsofficerer og korpschefer. De forsamlede officerer enedes om, at trods det at hæren blev angrebet hårdt og led store tab, var det bedst at blive i de nuværende stillinger og afvente fjendens angreb, om end der var nogen uenighed om, hvor længe man skulle vente, hvis Lee valgte ikke at angribe. Noget tyder på, at Meade allerede havde besluttet sig, og brugte mødet til at skabe almindelig enighed blandt de officerer, som han havde haft kommandoen over i under en uge. Da mødet sluttede, tog Meade brigadegeneral John Gibbon, lederen af 2. korps, til side og sagde: "Hvis Lee angriber i morgen, vil det blive på Deres front ... han har angrebet begge vore flanker og er blevet slået tilbage, og hvis han beslutter at prøve igen, bliver det i vores centrum."
Der var betydelig mindre sikkerhed at spore i det konfødererede hovedkvarter den aften. Hæren havde lidt et alvorligt nederlag ved ikke at kaste fjenden ud af sine stillinger. En stabsofficer bemærkede, at Lee "ikke var i godt humør, da hans planer og ordrer ikke var blevet opfyldt"; men i Lees rapport gav han udtryk for mere optimisme: 
| Citat                                                   | Resultatet af denne dags operationer giver anledning til at tro, at med en passende koordination af indsatsen og med den forøgede støtte til vore angrebskolonner, der kan påregnes fra artilleriet i de stillinger, som blev vundet på højre fløj, vil det ende med at lykkes for os, og det blev derfor besluttet at fortsætte angrebet ... den generelle plan forbliver uforandret. | Citat |
| Robert E. Lee, Officiel rapport om slaget, januar 1864. | |       |

Longstreet skrev mange år senere, at den 2. juli havde mændene i hans korps præsteret de bedste tre timers kamp, der blev præsteret af tropper på en slagmark." Den aften fortsatte han med at argumentere for sin anbefaling af en strategisk bevægelse rundt om Unionens flanke, men det ville Lee ikke høre tale om. Han sendte ordrer til Richard Ewell om at "gå løs på fjendens højre flanke" i dagslys, og han beordrede J.E.B. Stuart (som langt om længe var ankommet til Lees hovedkvarter tidligt om eftermiddagen) til at operere til venstre og bag Ewell.
Om aftenen den 2. juli var alle de resterende enheder i begge hære ankommet: Stuarts kavaleri og George Picketts division samt John Sedgwicks 6. korps. Scenen var klar til det blodige klimaks i 3-dages slaget.
Lees faktiske plan for 3. juli er omstridt blandt historikere. Hvad historien har fastholdt er, at Meades forudsigelse var korrekt: Lee angreb i nærheden af Unionens centrum på Cemetery Ridge i et katastrofalt angreb, Pickett's Charge.
Tabstallene for den anden dag ved Gettysburg er vanskelige at vurdere, da begge hærene rapporterede for hver enhed efter hele slaget, ikke pr. dag. Et estimat går på, at de konfødererede mistede omkring 6.000 døde, sårede og savnede i Hoods, McLaws' og Andersons divisioner, svarende til tab på 30–40%. Unionens tab i disse kampe oversteg formentlig 9.000. Et estimat for dagens total (som medregner kampene på Culp's og Cemetery Hill) af historikeren Noah Trudeau er 10.000 for Unionen, 6.800 for Konføderationen. Det skal ses i forhold til ca. 9.000 for Unionen og 6.000 til Konføderationen på førstedagen, selv om langt større dele af hærene var i kamp på andendagen. I betragtning af at det meste af slaget foregik sent på dagen, vidner det om, hvor voldsomme kampene var i de seks timer, slaget varede. Til sammenligning kan det nævnes, at slaget ved Antietam, der var det blodigste éndags slag i den Amerikanske borgerkrig, med tab på næsten 23.000 varede i 12 timer, altså dobbelt så længe.

## Yderligere læsning
- Haskell, Frank Aretas, The Battle of Gettysburg, Kessinger Publishing, 2006, ISBN 978-1-4286-6012-0. Haskell beskriver en stor del af kampene i Peach Orchard og Cemetery Ridge på andendagen.